# Банкова вулиця
Ба́нкова ву́лиця — вулиця у Печерському районі міста Києва, місцевість Липки. Пролягає від Інститутської до Круглоуніверситетської вулиці.
Прилучається Лютеранська вулиця та сходи до площі Івана Франка.

## Історія
Вулиця виникла у 70-ті роки XIX століття, назву Банкова отримала на честь розташованої навпроти неї будівлі Київської контори Державного банку (вул. Інститутська, 7, будівля зведена 1840 року, неодноразово перебудовувалася). Також вживалися паралельні назви Цареводарська (була запропонована генерал-ад'ютантом Ф. Треповим — власником садиби, через яку прокладали вулицю, але цю назву не було офіційно затверджено) і Треповська (також неофіційна назва, походила від прізвища власника). Спершу вулиця складалася з одного кварталу між Інститутською та Анненковською вулицями.
У 1919 році вулиця отримала назву Комуністична. У 1935 році було прокладене її продовження — квартал до Круглоуніверситетської вулиці.
У 1936 році на честь 50-річчя радянського партійного і державного діяча Серго Орджонікідзе отримала назву вулиця Орджонікідзе (підтверджено 1938 та 1944 року). Під час німецької окупації міста у 1942–1943 роках — Бісмаркштрасе (нім. Bismarck Str.).
1992 року вулиці повернуто історичну назву — Банкова.

## Пам'ятки архітектури

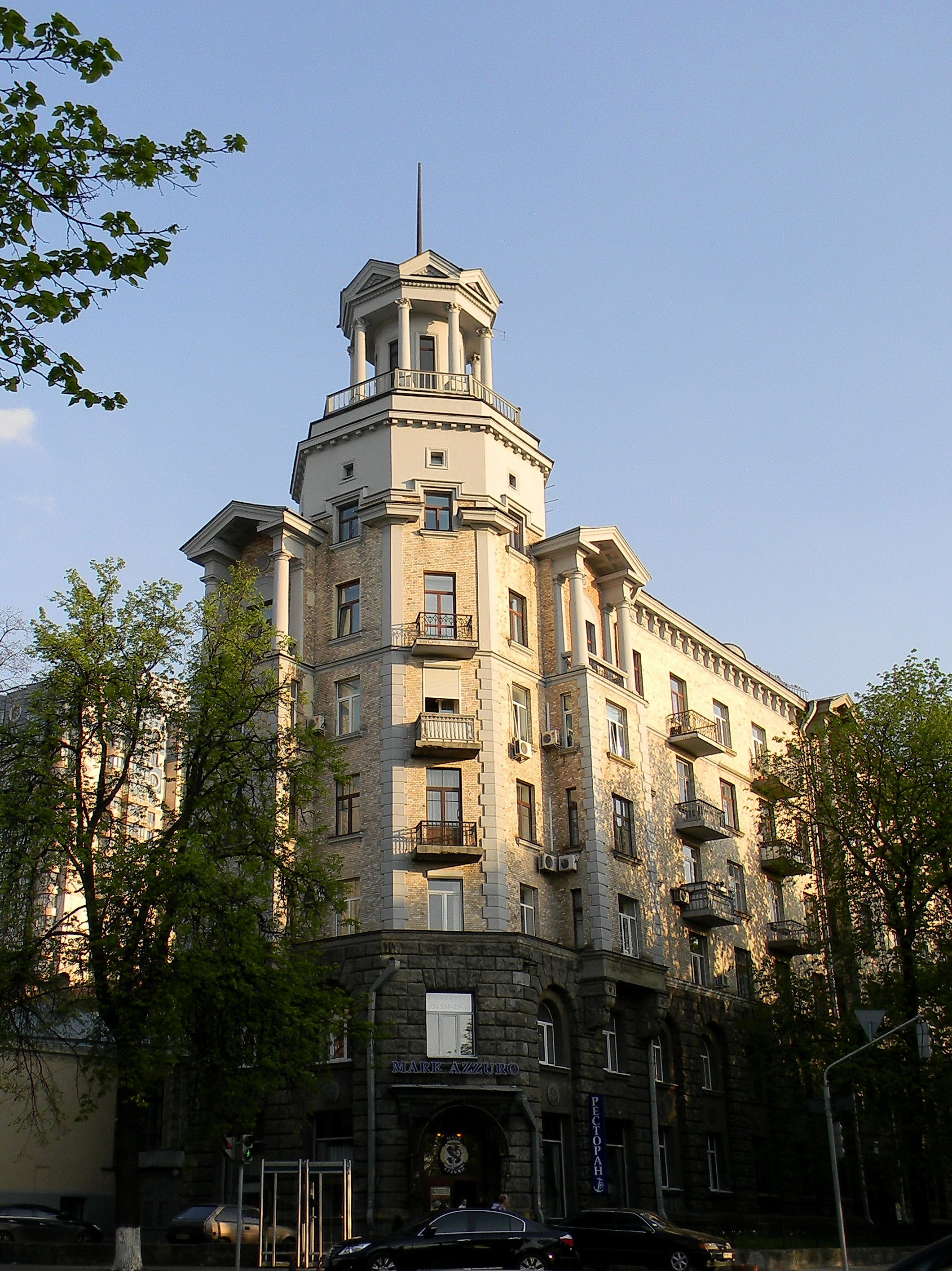
Житловий будинок № 1-3/10 на розі з Інститутською вул. (1937—1941 рр.), пам'ятка архітектури місцевого значення

- колишній особняк Симхи Лібермана (1879; 1898) — № 2;
- колишній особняк Владислава Городецького, відомий під назвою «Будинок із химерами» (1901—1903) — № 10.

## Установи та заклади
№ 9-11 — Офіс Президента України (колишня будівля КОВО, 1936–1939 роки, архітектор Сергій Григор'єв).
Будинок № 10 є офіційною резиденцією Президента України, разом із тим до будівлі організовуються екскурсії.

## Особистості
У будинку № 5-7 жили науковці Віктор Глушков і Микола Пилинський.
У будинку № 8 (не зберігся) у 90-х роках XIX століття мешкав художник Михайло Нестеров.
Будинок № 12 зведений для наукових співробітників, тут проживали академіки Михайло Федоров, Костянтин Воблий, Левко Ревуцький, Михайло Птуха, Микола Холодний, Овксентій Корчак-Чепурківський, Михайло Кравчук, професор Петро Буйко.

## Меморіальні дошки

Меморіальна дошка на будинку № 12

На будинку № 12 26 квітня 1985 року встановлено меморіальну дошку на честь професора, Героя Радянського Союзу Петра Буйка, який мешкав у цьому будинку у 1936–1941 роках. Дошку виготовлено у вигляді бронзового барельєфа за проєктом скульптора Бориса Микитенка та архітектора Миколи Фещенка.
У фоє Будинку письменників (№ 2) знаходилися меморіальна дошка Ярославу Галану (відкрита 24 жовтня 1953 року; мармур) та три меморіальні дошки на честь письменників, загиблих у роки Великої Вітчизняної війни (відкриті у 1950 році; мармур). Усі вони втрачені у 1990-х роках під час реконструкції будинку.
На будинках № 2 та № 12 висіли анотаційні дошки на честь Серго Орджонікідзе, чиє ім'я протягом тривалого часу носила вулиця. Гранітні дошки відкриті 5 листопада 1965 року (архітектор Валентина Шевченко), зняті у 1992 році після перейменування вулиці.
На будинку № 8 висіла меморіальна дошка на честь художника Михайла Нестерова (1862–1942), який жив і працював у цьому будинку у 1899–1903 роках. Мармурову дошку роботи скульптора Івана Макогона було відкрито 3 червня 1963 року. Пізніше історичний будинок було знесено, на його місці зведено адміністративну будівлю.

## Обмеження руху
Транспортний рух вулицею повністю обмежений, починаючи з буд. № 6–8 до буд. № 12. Рух пішоходів обмежується під час проведення державних заходів біля будинку Офіса Президента України.

## Цікаві факти
З 1905 приблизно до 1946 року Банковою вулицею пролягала трамвайна лінія, що сполучала Бессарабську площу з вул. Михайла Грушевського (тоді, відповідно Олександрівською та Кірова), у різний час маршрути № 7 та № 18.